# Ayeisha McFerran
Ayeisha McFerran (* 10. Januar 1996 in Nordirland) ist eine irische Hockeytorfrau. Sie war mit der irischen Nationalmannschaft Weltmeisterschaftszweite 2018.

## Karriere
Ayeisha McFerran studierte an der University of Louisville und war Torhüterin der Louisville Cardinals, des Sportteams der Universität.
2014 debütierte sie in der irischen Nationalmannschaft. 2018 nahmen die Irinnen an der Weltmeisterschaft in London teil, nachdem sie sich zuvor zuletzt 2002 für eine Teilnahme qualifiziert hatten. Die Irinnen gewannen ihre Vorrundengruppe und bezwangen im Viertelfinale die indische Mannschaft ebenso im Shootout wie im Halbfinale die Spanierinnen. Im Finale unterlagen sie der niederländischen Mannschaft mit 0:6. Ayeisha McFerran wurde als Torhüterin des Turniers ausgezeichnet.
Bei der Europameisterschaft 2019 in Antwerpen belegte die irische Mannschaft nur den dritten Platz in ihrer Vorrundengruppe. In den Platzierungsspielen erreichte das Team den fünften Platz in der Gesamtwertung. Ayeisha McFerran stand auch im Tor der irischen Mannschaft, die bei den Olympischen Spielen in Tokio in der Vorrunde ausschied.